# 弘知法印御伝記
『弘知法印御伝記』（こうちほういんごでんき）は、即身仏となった弘知法印の伝説を基にした説教浄瑠璃。1685年（貞享2年）刊の絵入り本が1963年（昭和38年）にイギリスの大英博物館で発見され、世に知られた。江戸時代初期に演じられた古浄瑠璃の一つで、正本は江戸孫四郎（江戸時代前期の説経節太夫）によるもの。角書きは「越後国柏崎」（えちごのくにかしわざき）、内題は「弘知上人」。

## 概要
国文学者の鳥越文蔵が1963年（昭和38年）にケンブリッジ大学に派遣された際に、大英博物館から依頼された正体不明本の調査を行ったところ、その中の一冊が1685年（貞享2年）に版元「うろこがたや」から新板で出された江戸孫四郎の『弘知法印御伝記』の浄瑠璃本であることが判明した。本になされた書き入れなどからドイツ人医師のエンゲルベルト・ケンペルが1692年（元禄5年）に帰国する際に日本から秘密裡に持ち出したものとされ、大英博物館の元となったコレクションの収集家として知られるハンス・スローンがケンペルの死後に他の蔵書類とともに入手し、スローンの死後1753年にコレクションの一部として大英博物館の所有となった。1770年に滞英中の中国人粘土模型師チェクワにより表紙裏に「中国の物語の本」と書き入れられたことから、長い間中国の本と思われたまま死蔵されていた。正体判明後は1966年（昭和41年）に日本でも翻刻出版された。1973年より大英図書館所蔵となっている。
内容は、同作が著された約250年前の南北朝時代に即身仏となったとされる伝説的な僧・弘知法印の生涯を演劇的な虚構を加えて創作したもので、出家、家族との離別・再会、お家再興、上人の栄光を六段に分けて描いており、江戸時代の庶民の死生観や宗教観を窺い知ることができる。
なお、弘知のミイラ化した遺体とされるものが新潟県長岡市寺泊の西生寺に安置されており、同寺の『弘智法印即身仏御縁起』（年代不明）によると、弘知は下総国香取郡正木郷に生まれ、奥羽を巡り、高野山での修行の後、1363年（貞治2年）に猿ケ馬場の岩坂で禅定の境地に入り、亡くなったとされる。本作以降も弘知の名は江戸時代の様々な文芸作品に登場し、とくに旅行記・旅行文献には弘知のことや西生寺への参詣についての記述が江戸末期まで散見される。

## あらすじ
弥彦山麓の裕福な長者の家に生まれた弘友（のちの弘知法印）は、懐妊中の妻と幼い長男がありながら遊興に耽ってばかりいた。父・秋弘は弘友を諫めるために柏崎の遊里を訪れる。秋弘から逃げるため弘友は馬子と着物を取替えるが見破られて勘当される。馬子を夫と見間違えて取りすがった妻は切り払われて命を落とすが、お腹の赤子を産み落とす。それを見て悲しみ悔やんだ弘友は妻を埋葬し、長男を実家に預けるが、次男は狼に連れ去られる。出家を決心し、高野山に向かう途中の弘友は、泊まった越後五智国分寺で妻の幽霊と会い、現れた弘法大師（空海）の弟子となり、「弘知」の名を授かる。高野山への道中、美女に化けた魔王に騙されそうになるがそれを振り切り、高野山に上り修行する。7年の修行を経て故郷に立ち寄ると、父は亡くなり長男は孤児になっていた。親子であることを伏せて長男を弟子にし、高野山に戻る道中、連れていた馬が急死したため経を唱えると、馬の死体から法印の両親が現れ、「法印は観音大師の生まれ変わりであり、やがて即身仏となる」と告げて、昇天する。次男を連れ去った狼は実は弥彦権現の化身であり、今度は女の姿となって次男を法印のもとに連れ戻す。再会した法印と二人の息子が妻の七年忌に墓参りをすると、二十五菩薩が来迎し、妻が墓から現れ紫雲に乗って成仏する。法印は、息子たちに即身仏を安置する堂を造り、住持となるよう言い残し、即身仏となって往生する。都から勅使が来て、息子たちに権大僧都と越後国主の地位が授けられ、法印の遺言通りに即身仏を収める御堂が建立される。

## 上演
同作は1685年に江戸日本橋の説教座で上演された。
2007年（平成19年）にはドナルド・キーンにより復活上演が提案され、義太夫節三味線奏者の5代目鶴澤浅造（のち越後角太夫）と文弥人形の人形遣いである西橋健の協力により、2009年（平成21年）6月に柏崎市で越後猿八座による古浄瑠璃『越後国 柏崎 弘知法印御伝記』として復活上演された。同年に新潟市、翌2010年（平成22年）に東京で上演され、2017年6月には大英図書館でも上演された。